# Římskokatolická farnost Myšenec
Římskokatolická farnost Myšenec je zaniklým územním společenstvím římských katolíků v rámci píseckého vikariátu českobudějovické diecéze.

## O farnosti

### Historie
Kostel v Myšenci zřejmě existoval již v 11. století. Ves Myšenec se prvně připomíná v písemných pramenech až v roce 1273, o dva roky pozdější je první zmínka o místní duchovní správě. Roku 1683 byla farnost přenesena do Protivína, roku 1795 byla v Myšenci zřízena lokálie. Ta byla v roce 1856 opětovně povýšena na samostatnou farnost. V 70. letech 19. století byl novogoticky upravován farní kostel sv. Havla. Ke dni 31. prosince 2019 byla farnost zrušena; jejím právním nástupcem je Římskokatolická farnost Protivín.

## Seznam správců farnosti
- od  1. 10. 1985 P. Jan Trpák
- do 31. prosince 2019 Jan Mičánek

| Kostel               | Místo   | Bohoslužba | Bohoslužba | Poznámka                      |
| -------------------- | ------- | ---------- | ---------- | ----------------------------- |
| Kostel svatého Havla | Myšenec | neděle     | 8.00       | filiální, bývalý farní kostel |